# Secretaría de Seguridad de Nuevo León
La Secretaría de Seguridad de Nuevo León es la dependencia encargada de planear, organizar, ejecutar y controlar los programas, proyectos y acciones tendientes a garantizar la seguridad, la protección ciudadana, la prevención y reinserción social en el Estado, salvaguardando la integridad y los derechos de los ciudadanos; además, se encargará de preservar las libertades, el orden y la paz pública.

## Funciones
Planear, organizar, ejecutar y controlar los programas, proyectos y acciones tendientes a garantizar la seguridad, la protección ciudadana, la prevención y reinserción social en el Estado, salvaguardando la integridad y los derechos de los ciudadanos; además se encargará de preservar las libertades, el orden y la paz pública.

### Visión
Ser una institución comprometida con la sociedad en la prevención del delito y combate a la delincuencia, que preserve la integridad y el patrimonio de las personas, la paz y el orden público, así como el estado de derecho, cuya actuación esté apegada a los principios de legalidad, eficiencia, profesionalismo y honradez, con pleno respeto a los derechos humanos.

### Misión
Garantizar el clima de paz y tranquilidad en el Estado, a través de un esquema de seguridad comunitaria, cercana a la ciudadanía y con participación de los sectores público, social y privado, además del uso extensivo de las tecnologías de información y comunicación, basando los operativos y patrullajes policiales e información estratégica, táctica y  operativa.

### Según la ley
Según el artículo 27 de la Ley Orgánica de la Administración Pública del Estado de Nuevo León:
I. Proponer a la persona titular del Ejecutivo los programas relativos a la seguridad de las y los habitantes del Estado, al orden público que asegure las libertades, a la prevención de delitos y a la reinserción social de quienes infrinjan la Ley;
II. Proponer en el seno del Consejo de Coordinación de Seguridad del Estado, políticas, acciones y estrategias en materia criminal y de prevención del delito;
III. Prevenir la comisión de delitos, protegiendo a las personas en su integridad física, propiedades y derechos;
IV. Convenir y fortalecer las relaciones con los gobiernos federal y municipales, y con otros Estados, así como con las Fiscalías Generales de Justicia del Estado y de la República, organizaciones de la sociedad civil, organismos patronales, cámaras, sindicatos y universidades públicas y privadas, para coordinar esfuerzos en materia de prevención contra la delincuencia organizada, en protección ciudadana y en la persecución de delitos;
V. En coordinación con la Comisión de Atención a Víctimas de Delito, velar por la atención a las víctimas de delitos;
VI. Establecer y operar, en coordinación con el Sistema Estatal de Información, un sistema de inteligencia social destinado a obtener, analizar, estudiar y procesar información para la prevención de los delitos, mediante métodos que garanticen el estricto respeto a los derechos humanos;
VII. Elaborar y difundir estudios multidisciplinarios y estadísticos sobre el fenómeno delictivo;
VIII. Fomentar la participación ciudadana en la formulación de planes y programas relacionados con la seguridad, así como en el diseño de las políticas, medidas y acciones que en la materia procedan;
IX. Ejecutar por acuerdo de la persona Titular del Poder Ejecutivo las penas privativas de libertad con estricto apego a la legislación en la materia;
X. Administrar los centros de reinserción social y tramitar, por acuerdo de la persona Titular del Poder Ejecutivo, las solicitudes de amnistía, indultos, libertad y traslado de personas privadas de su libertad;
XI. Asegurar y vigilar el establecimiento y operación de instituciones a cargo del cumplimiento y ejecución de las medidas sancionadoras que sean aplicadas a adolescentes en conflicto con la Ley penal;
XII. Promover, en la esfera de su competencia, la profesionalización y modernización de los cuerpos de seguridad del Estado;
XIII. Aplicar las normas, políticas y lineamientos que procedan para establecer mecanismos de coordinación entre los cuerpos de seguridad que existan en el Estado;
XIV. Coordinarse con las instancias federales, estatales y municipales, dentro del Sistema Nacional de Seguridad Pública, a efecto de cumplir con los objetivos y fines en la materia, conforme a la legislación correspondiente;
XV. Ejercer las atribuciones establecidas en las disposiciones jurídicas relacionadas con los servicios privados de seguridad;
XVI. Auxiliar al Ministerio Público, autoridades judiciales y administrativas cuando sea requerida para ello;
XVII. Administre y gestione, en colaboración con la autoridad competente, la información en materia de identificación de conductores con motivo de la expedición de licencias para conducir, en los términos que la Ley señale;
XVIII. Programar y solicitar la celebración de los contratos por los cuales se realicen las contrataciones de recursos humanos, adquisiciones de recursos materiales, equipo informático y todos los servicios necesarios cuando con ello se puedan comprometer aspectos que incidan en los ámbitos de intervención y fines de la seguridad;
XIX. Coordinar, supervisar y evaluar las actividades y resultados de las entidades sectorizadas a la Secretaría, y
XX Los demás que le señalen las leyes, reglamentos y otras disposiciones legales aplicables.

## Titulares
| Secretario                         | Periodo                                        | Gobernador                        | Ref   |
| ---------------------------------- | ---------------------------------------------- | --------------------------------- | ----- |
| Gerardo Guadalupe Escamilla Vargas | Desde el 4 de julio de 2024                    | Samuel Alejandro García Sepúlveda |       |
| Gerardo Saúl Palacios Pámanes      | 16 de julio de 2022 - 4 de julio de 2024       | Samuel Alejandro García Sepúlveda | [ 2 ] |
| Aldo Fasci Zuazua                  | 6 de noviembre de 2018 - 15 de julio de 2022   | Samuel Alejandro García Sepúlveda | [ 3 ] |
| Aldo Fasci Zuazua                  | 6 de noviembre de 2018 - 15 de julio de 2022   | Jaime Rodríguez Calderón          |       |
| Bernardo González Garza            | 5 de abril de 2018 - 5 de noviembre de 2018    | Manuel Florentino González Flores | [ 4 ] |
| Arturo González García             | 12 de mayo de 2017 - 4 de abril de 2018        | Jaime Rodríguez Calderón          | [ 5 ] |
| Cuauhtémoc Antúnez Pérez           | 4 de octubre de 2015 - 12 de mayo de 2017      | Jaime Rodríguez Calderón          |       |
| Alfredo Flores Gómez               | 20 de diciembre de 2012 - 3 de octubre de 2015 | Rodrigo Medina de la Cruz         | [ 6 ] |
| Javier del Real Magallanes         | 1 de marzo de 2012 - 19 de diciembre de 2012   | Rodrigo Medina de la Cruz         | [ 7 ] |
| Jaime Castañeda Bravo              | 4 de febrero de 2011 - 28 de febrero de 2012   | Rodrigo Medina de la Cruz         | [ 8 ] |
| Luis Carlos Treviño Berchelmann    | 5 de marzo de 2010 - 4 de febrero de 2011      | Rodrigo Medina de la Cruz         | [ 9 ] |
| Carlos Jáuregui Hintze             | 4 de octubre de 2009 - 4 de marzo de 2010      | Rodrigo Medina de la Cruz         |       |